# 自然詠
自然詠（しぜんえい）は、短歌用語である（俳句についても用いられる）。

## 概要
短歌を詠むとき、その対象となる事物としていわゆる山川草木、花鳥風月等の自然を詠みこんだ歌のことをいう。短歌の対象を分類する概念で、人の生活する場である社会と社会に対する認識等を詠んだいわゆる社会詠と対照される分野であるとされる。

## 自然詠の歴史
自然詠という分類は、戦後になって社会詠が盛んに作られるようになってから生じたものであり、当初は、正岡子規によって提唱された、歌の手段、方法としての「写生」の提唱がその根本にある。後に、子規の言う「写生」は、客観と主観のそれぞれの立場からの見解の対立、結社の中の立場としての対立など様々な形の対立を生んだが、当然にして、その結論は自然を詠んだ歌が、単なる自然の描写の歌であって、主観的立場がないということはあり得ないという方向であった。

## 自然詠の例
- 「沖べより氷やぶるる湖（みづうみ）の波のひびきのひろがり聞ゆ」

これは、「写生道」、「鍛錬道」を説き、「写生と称するもの外的事象の写生に非ずして内的生命唯一真相の捕捉なり」と言った島木赤彦の歌であるが、単なる自然描写のようではあるが、そうではない。赤彦の住む諏訪湖を望む小高い丘から見ると、湖の沖より氷が解け広がり波打ってくるのが見える。音が聞こえてくるようだ。冬の長かった諏訪にも音を立てて春がそこまできている。春への希望を与える自然の大きな胎動がある。心を揺さぶる歌である。
- 「最上川逆白波（さかしらなみ）のたつまでにふぶくゆふべとなりにけるかも」

この斎藤茂吉の歌は、逆白波という新語を作ってまで吹雪の激しさを詠った自然の叙景のようであるが、その陰に最上川と故郷を心から愛した茂吉の心情がひしひしと伝わってくる歌である。茂吉は「実相に観入して自然、自己一元の生を写す。これが短歌上の写生である」とした。